# Porphyra umbilicalis
A Porphyra umbilicalis a vörösmoszatok közé tartozó tengeri növény. A homokos és sziklás tengerpartok felső övezetében érzi jól magát.

## Megjelenése
A moszatnak egy kis rögzítőkészüléke van, amelyből kb. 20 cm átmérőjű, áttetsző, hártyára emlékeztető telepet nevel. Színe változatos, a fiatal telep inkább zöldes, később lilás-vöröses színe lesz.

## Felhasználása
Tavasszal és nyár elején tömegesen fejlődik, ilyenkor szedik. Walesben kenyeret készítenek belőle, az alaposan megmosott algát péppé főzik, ezt zablisztel összekeverik, és az így kapott tésztát zsírban sütik meg. Ugyanilyen pépből, citrommal ízesítve birkahúsok mellé mártást készítenek. A moszat ásványi sókban, fehérjékben és vitaminokban gazdag. Japánban tengeri farmokon termesztik is.